# Масть лошади

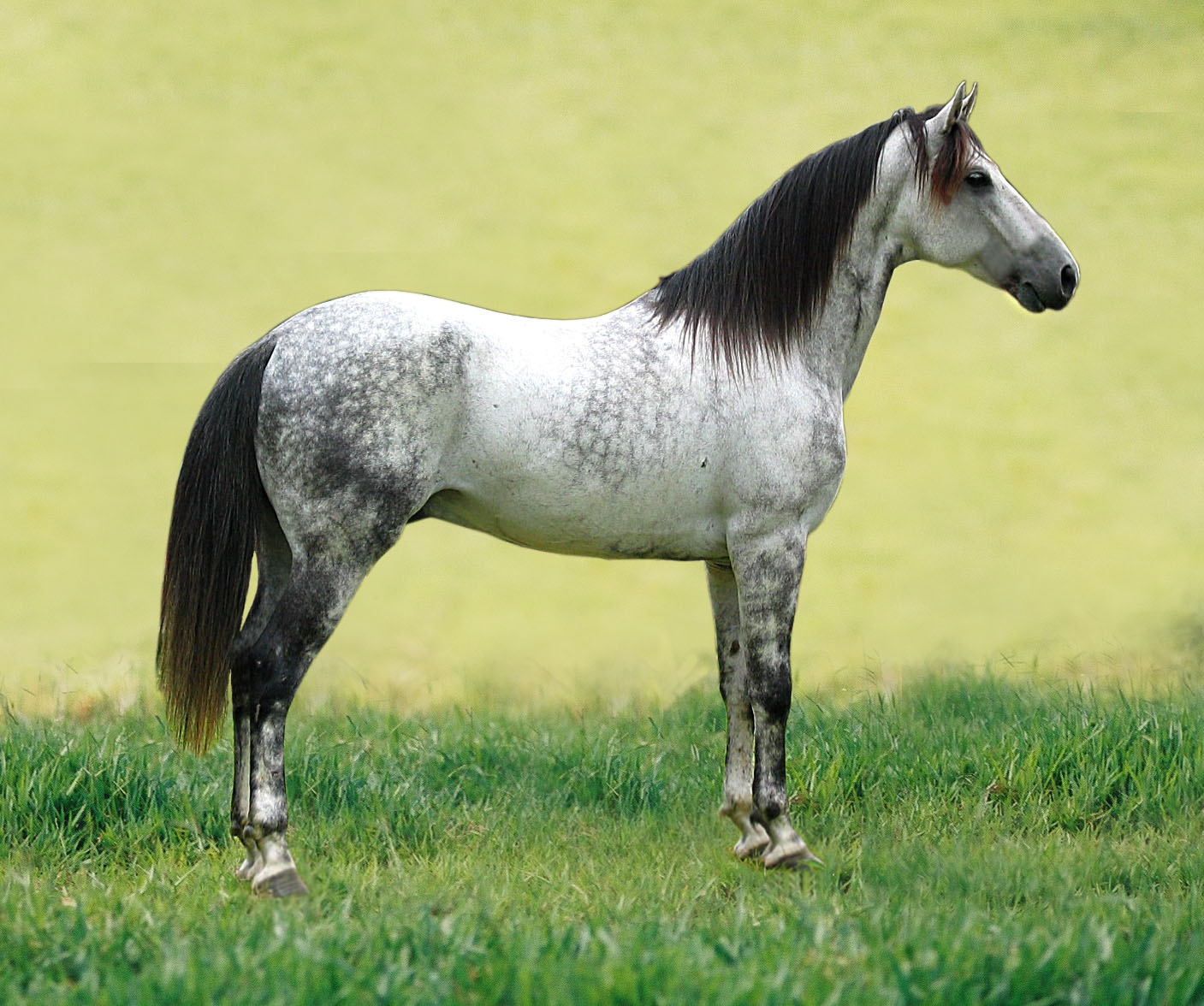
Серая масть "в яблоках"

Масть лошади, конская масть — сочетание окраса (цвета) поверхности кожи, волосяного покрова корпуса, ног, нависа (гривы и хвоста) лошади (коня).

## Общая информация
Один из основных индивидуальных отличительных признаков лошади. Как и щерь у рогатого скота, окрас у кошек и рубашка у собак, масть у лошадей — не просто цвет, а определённое сочетание цветов, тип распределения пигментов, имеющий в том числе и генетическую подоплёку. Если у двух лошадей одинаковый цвет корпуса, но навис (грива и хвост) и ноги разные, то масть их может быть различной: сравните изабелловую и светло-соловую, рыжую и гнедую. В то же время оттенки одной и той же масти могут различаться очень сильно: к примеру, у светло-буланой шерсть имеет палевый, песочный цвет, а у наиболее тёмных оттенков той же масти может приближаться к тёмно-бурому и даже чёрному.
Многие масти имеют светлые или тёмные оттенки, золотистый или серебристый блеск, осветления различных участков тела — морды, паха, живота, поэтому именований мастей и отмастков существует несколько десятков, а по некоторым из них нет общего мнения даже у специалистов-коневодов.
На масть во все времена существовала мода, и согласно ей изменяли «рубашку» лошадей даже в целом по породе. Так, например, в першеронской породе вначале разводили только серых лошадей, а когда появился спрос на вороных — одно время разводили только вороных. В настоящее время[когда?] модны так называемые экзотические масти: соловая, игреневая, пегая, чубарая. Неприятной особенностью мастей являются сопутствующие им заболевания.
Во все времена люди пытались установить зависимость темперамента и работоспособности лошадей от масти. Считается, что самыми надёжными являются тёмно-гнедые. Серые и другие светлые лошади более нежные, рыжие — недостаточно выносливые, а вороные — злобные и горячие. Этот взгляд отразился в арабской пословице: «Никогда не покупай рыжей лошади, продай вороную, заботься о белой, а сам езди на гнедой». Существует предубеждение и против лошадей блёклых оттенков масти: будто выцветшая рыжая с осветлёнными конечностями и копытами или аналогичная гнедая не отличаются хорошей работоспособностью. Не случайно старая английская поговорка гласит: «Бледный цвет — слабое телосложение». На самом же деле не масть, а тип высшей нервной деятельности, состояние нервной системы, конституция определяют её рабочие качества и способность подчиняться человеку.

## Основные масти лошадей
Для лошадей ещё со времён Гиппократа принято выделять четыре основные масти:
- гнеда́я[2][3];
- ры́жая;
- се́рая;
- ворона́я.

Остальные масти принято считать производными от этих основных четырёх мастей. Однако в последнее время[когда?] за рубежом[где?] принято основывать классификацию мастей на генетике. Американский учёный доктор Филлип Споненберг в качестве основных мастей выделяет:
- вороную;
- гнедую;
- рыжую.

Согласно классификации Энн Боулинг, основными мастями лошадей являются:
- вороная;
- рыжая.

Указанные масти характерны для заводских пород, полученных путём искусственного отбора. Чем меньше породы испытали такой отбор, тем разнообразнее масти у лошадей.

## Масти лошадей

### Вороная
Вороная — целиком чёрная:
- Вороная в загаре — разновидность вороной масти, летом выгорающая на солнце. У вороной в загаре лошади выгоревшие, порыжелые концы волос. При особой нестойкости чёрного пигмента и длительном пребывании на ярком солнце такая лошадь может стать практически грязно-бурого цвета. Зимой такие лошади снова приобретают чёрную окраску.
- Пепельно-вороная — упоминание этой масти иногда встречается в российской литературе по наследованию мастей. Генетически эта масть связана с соловой, буланой и изабелловой (см. ниже). Пепельно-вороную по внешнему виду трудно отличить от обычной вороной, хотя цвет шерсти такой лошади — «носительницы» «изабеллового» гена — отличается чуть меньшей насыщенностью и имеет специфический тёмно-бурый или каштановый отлив.
- Серебристо-вороная — в первую очередь осветляются грива и хвост. Осветление от незначительного (шоколадные оттенки) до серебристо-белого. Корпус осветлён от цвета сепии с выраженными яблоками до почти светло-серого в яблоках с серебристым оттенком. Последний вариант отличается от настоящей серой в яблоках цветом головы более тёмным, чем корпус. Очень редко встречается чёрный окрас корпуса с серебристо-белой гривой и хвостом.

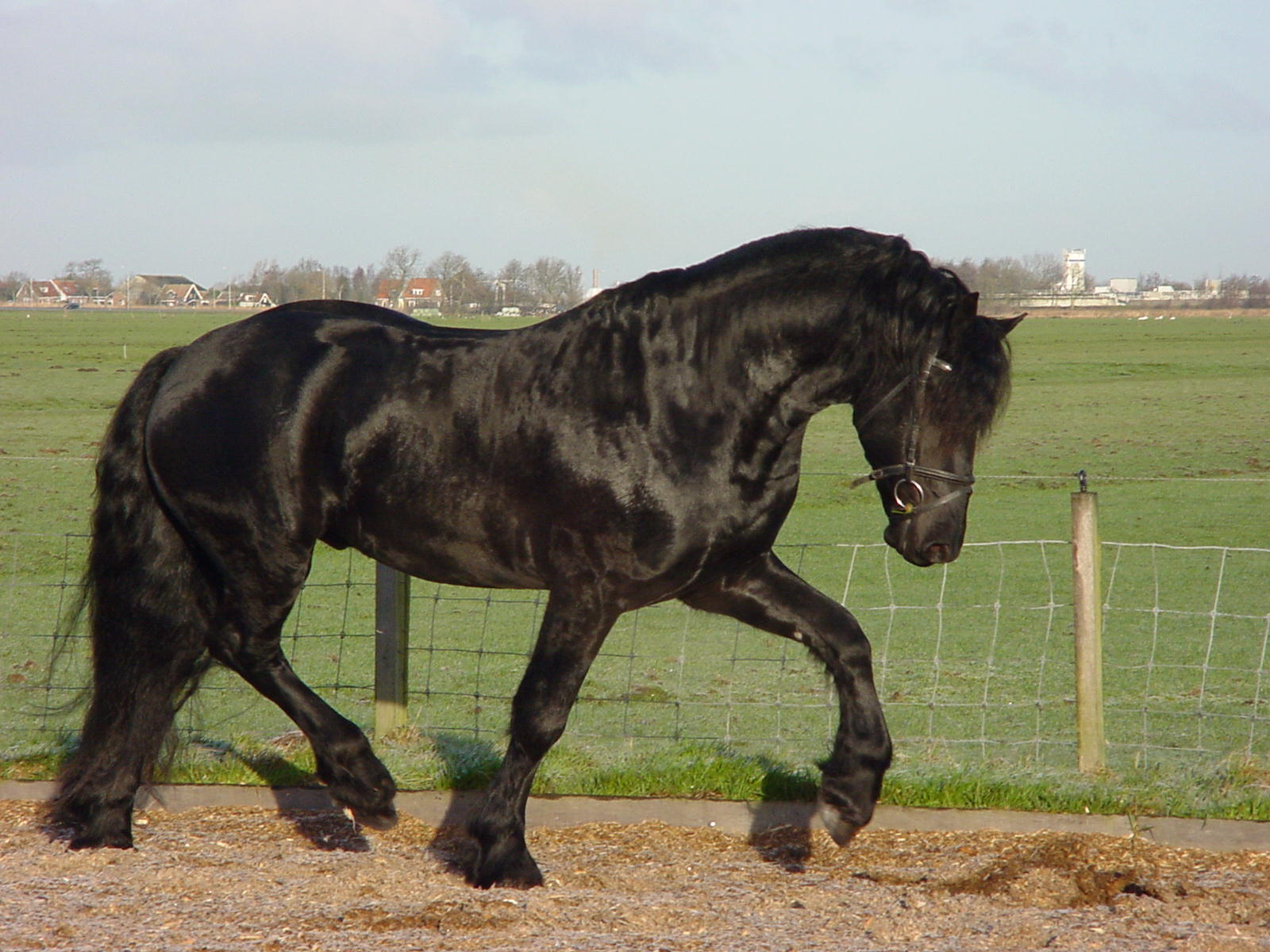
Вороная фризская лошадь

### Гнедая
Гнедая — лошадь, корпус которой коричневого окраса различных оттенков, от огненно-рыжего до почти чёрного, похожего на караковую, а грива, хвост и нижние части ног, до скакательных и запястных суставов включительно — чёрные. Изредка встречается так называемая «дикая» гнедая масть, при которой чёрный волос на ногах лошади частично перемешан с коричневым, в результате чего дистальные отделы конечностей не угольно-чёрные, и чёрная шерсть не доходит до запястных и скакательных суставов: 
Генотипы
Гнедая - Е_ А_
"Дикая" гнедая - Е_ А+_
Караковая - Е_ At/a или Е_ At/At
- Караковая, Караковый[6] — самый тёмный отмасток гнедой масти. Корпус, грива и хвост — чёрные, но от вороной масти караковая отличается наличием ярко выраженных коричневых (или рыжих\золотистых) подпалин на морде, вокруг глаз, подмышками и в паху.
- Серебристо-гнедая — цвет корпуса как у гнедой лошади, но грива и хвост осветлены от тёмно-коричневого до почти белого цвета. Иногда хвост бывает значительно более светлым, чем грива, и наоборот. Отличить серебристо-гнедую масть от игреневой можно по ногам: у серебристо-гнедой лошади ноги обязательно будут тёмные (чёрные или полинявшие коричневые).
- Буланая, Буланый[7] — желтовато-песочная или золотистая с чёрными гривой, хвостом и нижними частями ног до скакательных и запястных суставов включительно. Оттенки от почти кремового (светлая) до близкого к тёмно-гнедой, грязного жёлто-серо-бурого «шакальего» тона (тёмная). Необычно выглядит тёмно-буланая в яблоках: как будто поверх золотистого фона наброшена контрастно-тёмная сетка. Некоторые красноватые оттенки приближаются к светло-гнедой. Иногда заметен чёрный ремень.
- Серебристо-буланая — цвет корпуса как у буланой лошади, но в гриве и хвосте велика доля светлых волос. Встречается крайне редко.

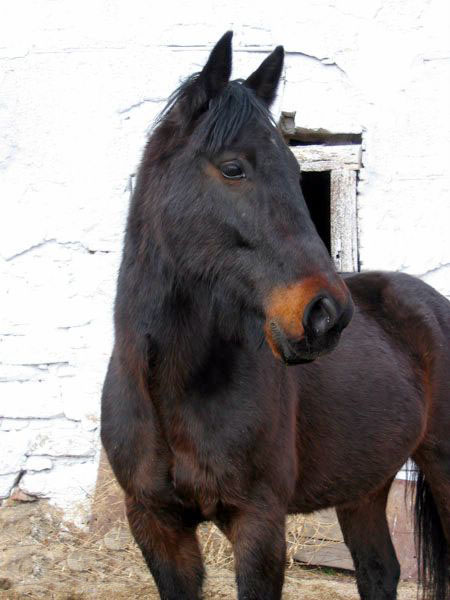
Караковая лошадь
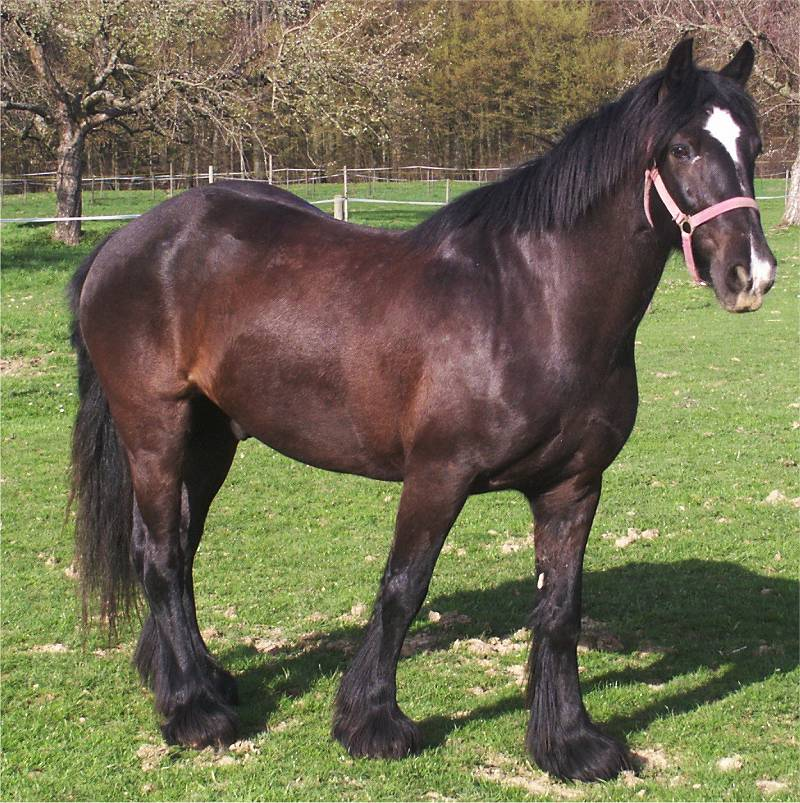
Тёмно-гнедая лошадь
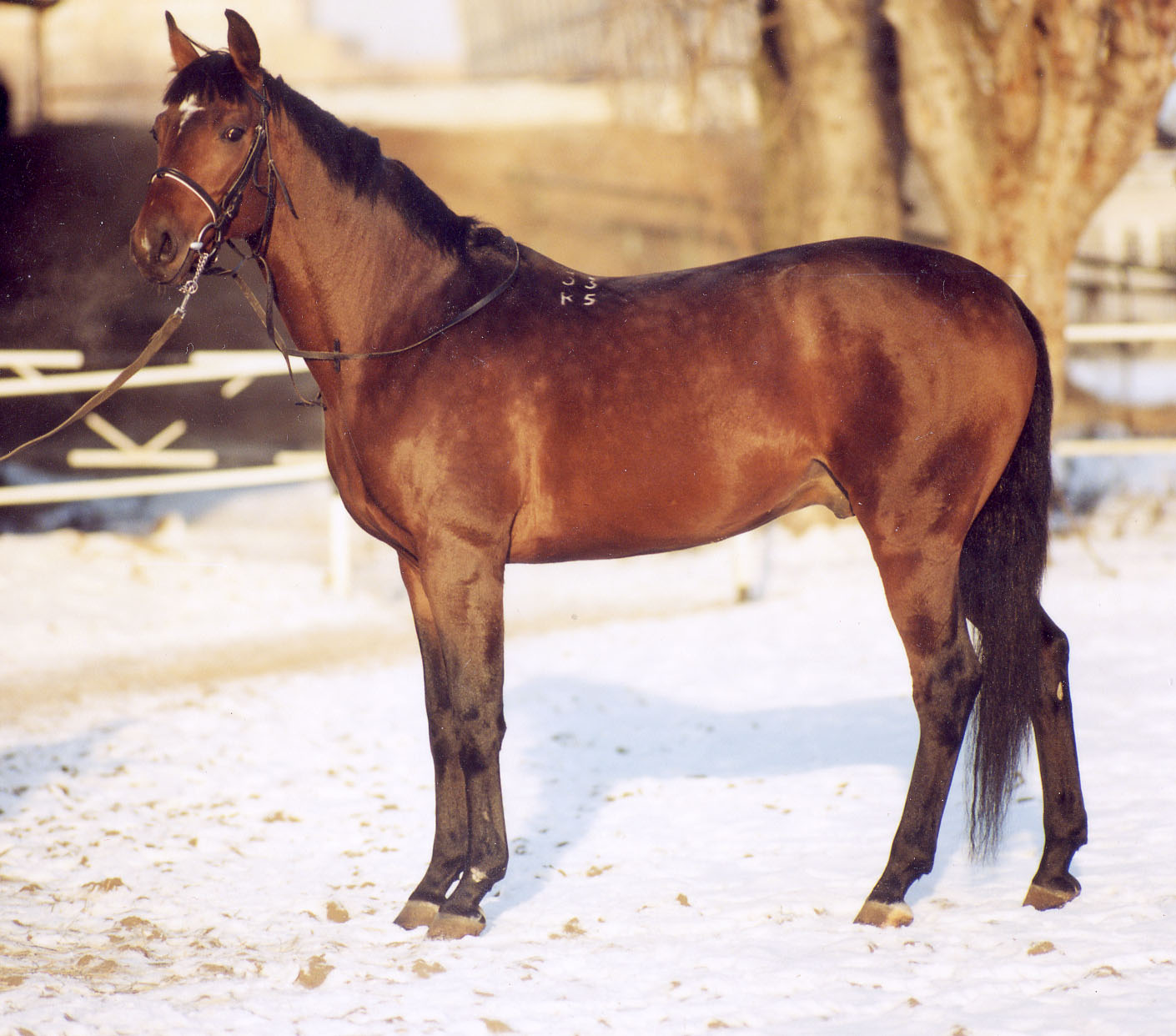
Гнедая лошадь
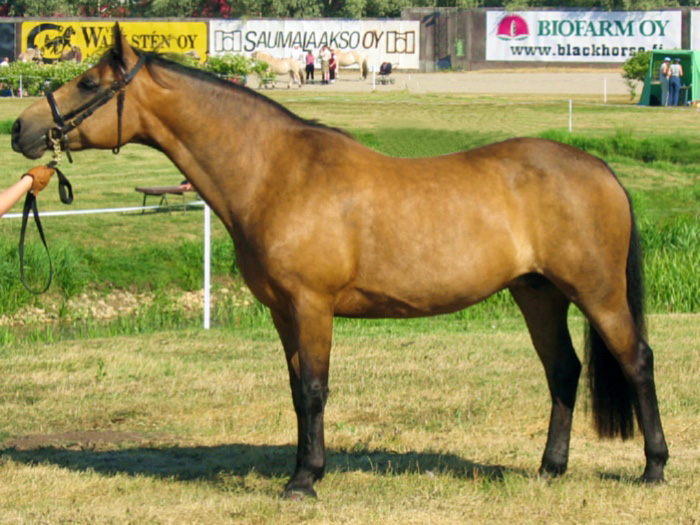
Буланая лошадь

### Рыжая
Рыжая — целиком рыжего цвета; имеет разные оттенки от светлого абрикосового и жёлтого до тёмно-каштанового, граничащего со светло-бурой. Грива и хвост могут по сравнению с туловищем иметь цвет более тёмный (например, бурый при светлом золотистом оттенке шерсти) или более светлый (с примесью белёсых волос). У некоторых рыжих лошадей грива и хвост белеют в зависимости от времени года. Ноги рыжей лошади всегда того же оттенка, что и туловище. В этом её главное отличие от гнедой масти:
- Бурая — масть является производной от рыжей. По сути это очень тёмно-рыжая масть. Бурая лошадь целиком коричневого цвета, шоколадного или цвета жжёного кофе. Самый тёмный вариант бурой масти можно спутать с тёмно-гнедой: корпус тёмно-коричневого цвета, грива и хвост настолько тёмные, что кажутся чёрными. Отличить тёмно-бурую масть от тёмно-гнедой можно по цвету нижней части ног: у бурой лошади они будут примерно такого же оттенка, что и корпус.
- Игреневая — рыжая или бурая с белыми или дымчатыми (с примесью серых волос) гривой и хвостом. В отличие от рыжей с осветлёнными гривой и хвостом, у игреневой лошади длинные волосы имеют один и тот же цвет в течение года. Лошадь игреневой масти — Игрень, в другом источнике, рыжая со светлыми гривой и хвостом.
- Соловая, Соловой[8] — желтовато-золотистая с белыми гривой и хвостом. Светлые и средние оттенки близки к буланой, тёмные имеют насыщенный красновато-жёлтый цвет. Иногда грива и хвост не белые, а жёлтые, того же оттенка, что и шерсть, или несколько светлее.

### Серая
Серая, или сивая лошадь имеет седой окрас. Представляет из себя любую из вышеперечисленных мастей с примесью белых волос, которая увеличивается с каждой линькой. Серый жеребёнок может родиться, например, вороным, но уже в возрасте нескольких месяцев у него появятся белые волоски, которых с возрастом будет всё больше. К своему «совершеннолетию» этот жеребёнок будет иметь уже довольно светлую серую окраску, а ещё через несколько лет может поседеть добела. Быстрее всего седеют и выглядят самыми светлыми голова и живот, окрашенный волос долго сохраняется на крупе и ногах, особенно на скакательных и запястных суставах. Для серой масти характерны «яблоки» — круглые более светлые пятна, повторяющие сетку подкожных кровеносных сосудов. Но бывают, хотя и довольно редко, серые лошади совсем без «яблок». У поседевших добела лошадей могут появиться маленькие цветные пятнышки — это масть серая «в гречку». Скорость поседения серых лошадей индивидуальна, некоторые становятся совершенно белыми уже к трём-четырём годам, а некоторые остаются довольно тёмными вплоть до старости. Поседевшая добела лошадь называется светло-серой, несмотря на практически чисто-белый цвет волосяного покрова. Серая масть относится к мастям из двух смешанных цветов как покровного волоса, так и гривы с хвостом. Это смесь чёрных волос с белыми. Их сочетания в разных пропорциях и конфигурациях дают как тёмно-, так и светло-серую масть, или «в яблоках», или «горностаевую» (почти чёрные хвост и грива при светлом корпусе). 

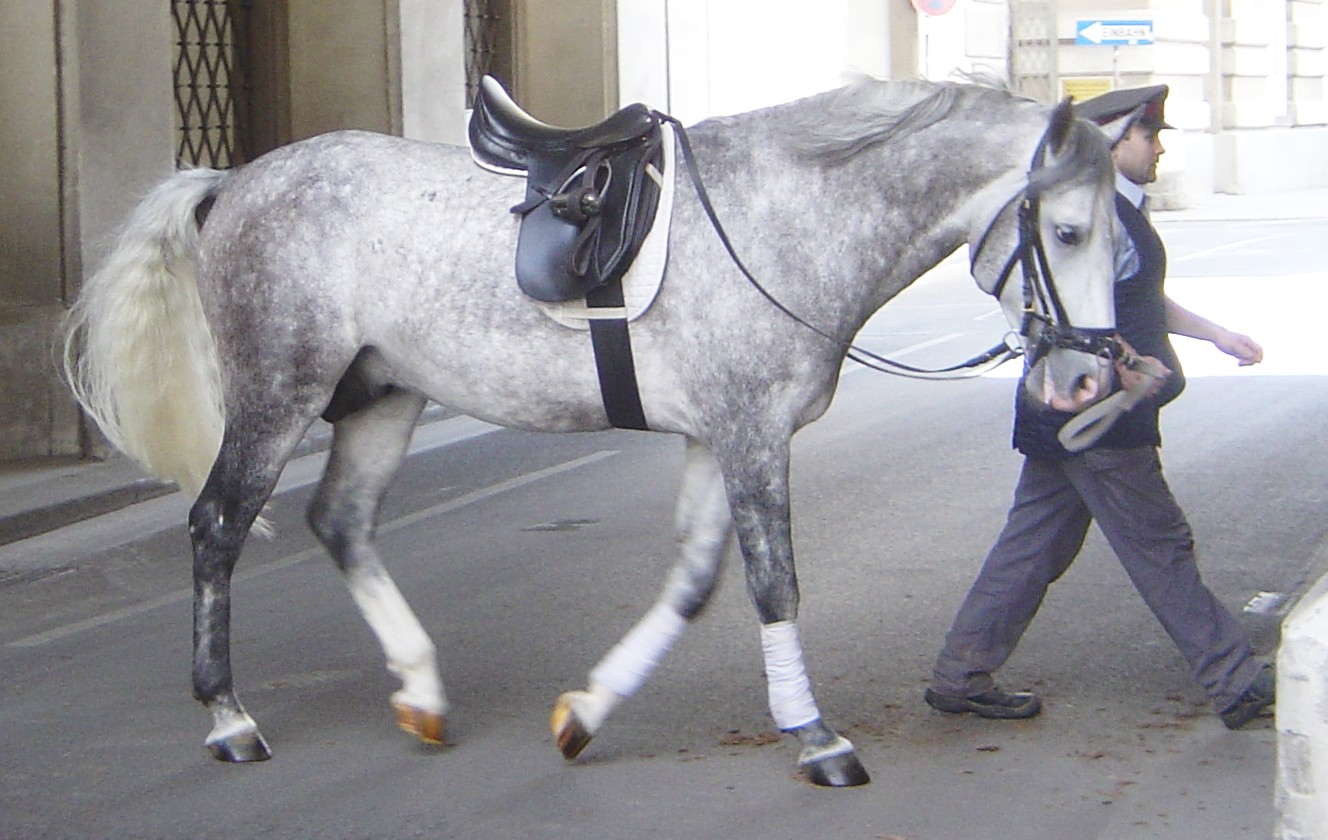
Серая в яблоках лошадь

### Белорождённая
Белорождённая (или белая доминантная) — лошадь, уже родившаяся полностью белой (в отличие от светло-серой, которая рождается тёмной и светлеет с возрастом). Имеет белую шерсть и розовую кожу (а не серую, в отличие от светло-серой), могут быть голубые глаза. Чрезвычайно редкая масть. Бытует ошибочное мнение, что белорождённые лошади являются альбиносами, но это не так. Альбинизм создаётся специфическим генетическим механизмом, который у лошадей отсутствует.

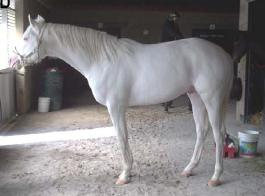
Белорождённая лошадь

### Дикие масти
Дикие масти — предки современных мастей. Для «диких» мастей характерны так называемые «дикие» отметины: чёткая чёрно-бурая полоса по хребту — «ремень», на ногах часто кое-где слабо намеченные поперечные полосы — «зеброидность», иногда встречаются «крылья» — размытая тёмная поперечная полоса на плечах, чёткая тёмная окантовка ушей и «иней» — белёсые пряди в гриве и хвосте, преимущественно по краям.
- Каурая — предок современной рыжей. Окраска туловища рыжеватая, грива и хвост рыже-коричневые, темнее корпуса, а ноги того же цвета, что и туловище, с наибольшей интенсивностью окраски в районе запястных и скакательных суставов. Обязателен красно-рыжий «ремень», часто «зеброидность». Каурую ещё называют рыже-саврасой.
- Саврасая — предок современной гнедой. Масть лошади Пржевальского. Окраска туловища блекло-рыжеватая, неравномерная, с посветлением на животе. Грива, хвост и нижние части ног чёрные, но часто не целиком, и окраска их часто нечистая.
- Мышастая — предок современной вороной. Шерсть зольно-серого цвета, иногда с буроватым отливом, грива, хвост и ноги чёрные, как у саврасой. Окраска туловища неравномерная, как у саврасой и каурой. «Ремень», «зеброидность».

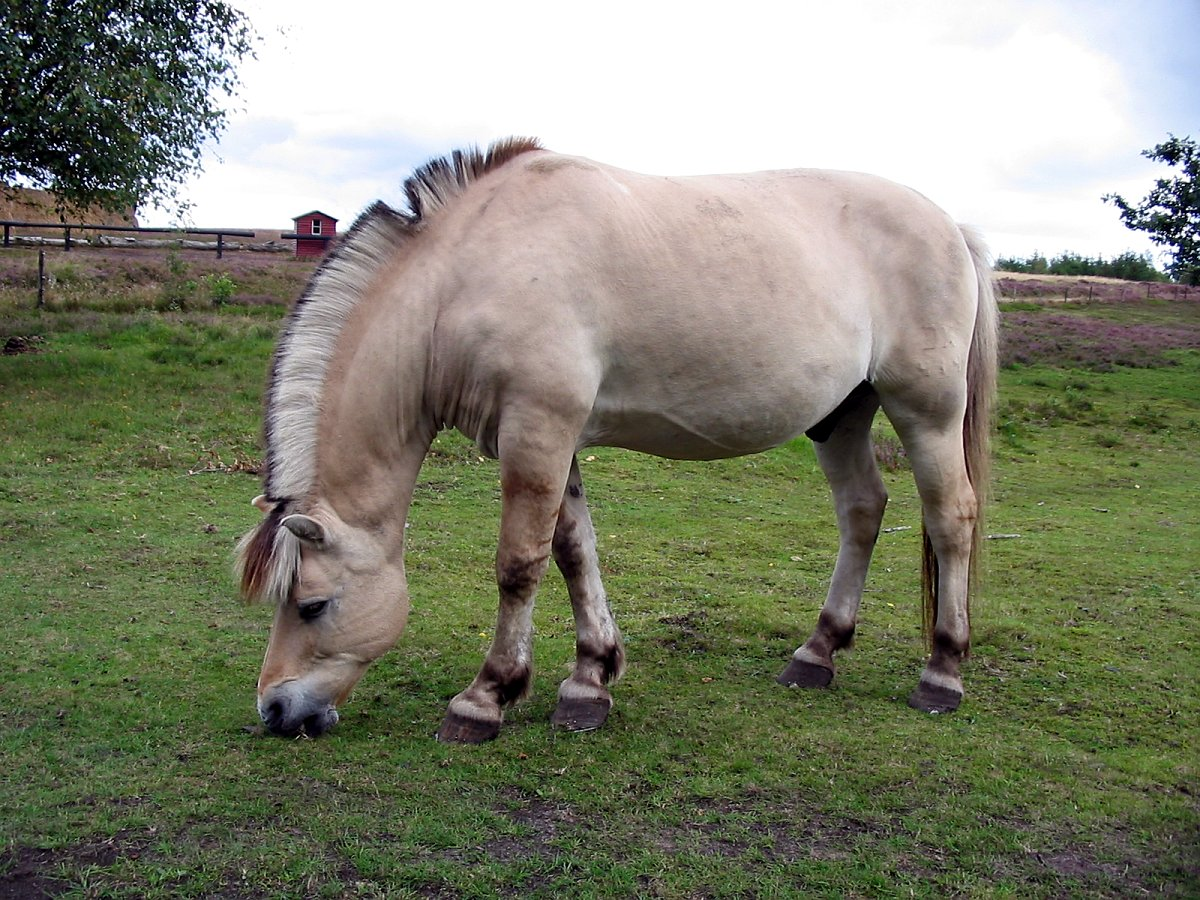
Саврасая лошадь породы фьорд
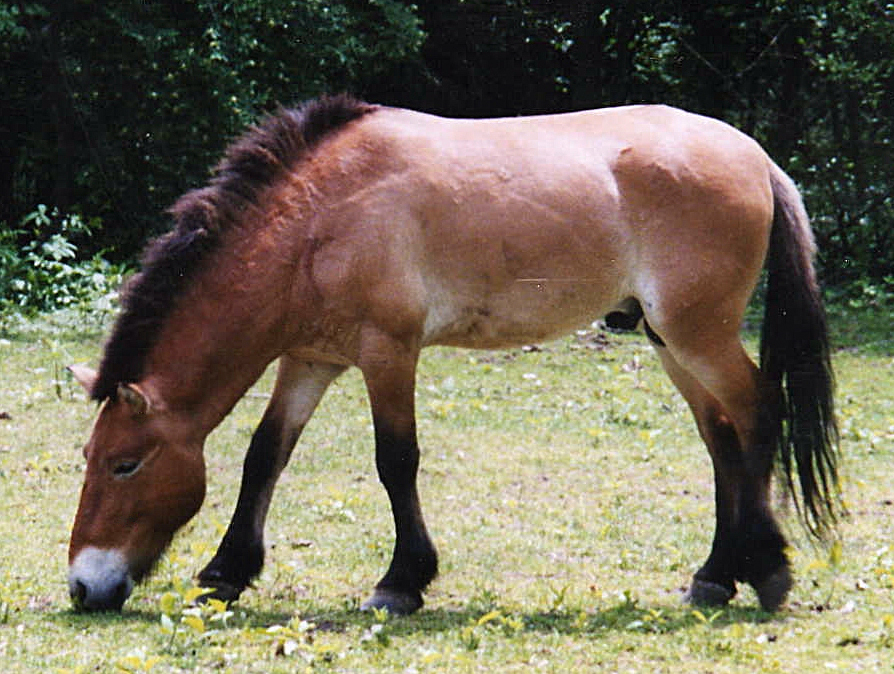
Саврасая лошадь Пржевальского
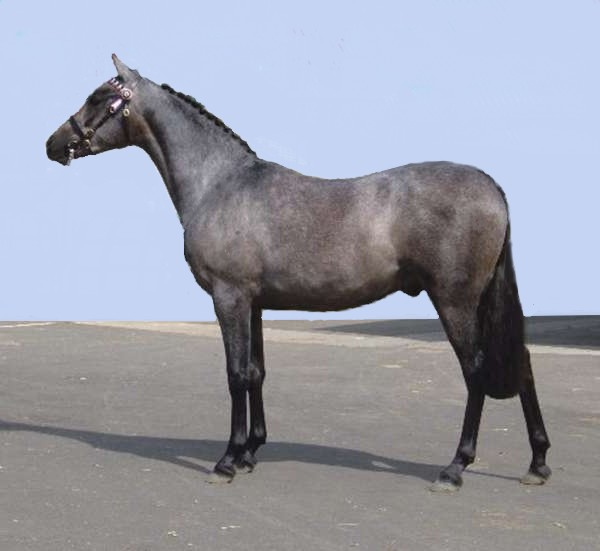
Мышастая лошадь

### Пятнистые и прочие

#### Пегая
По любой из вышеперечисленных мастей разбросаны большие белые пятна неправильной формы. Расположение белых пятен очень разнообразно, в соответствии с ним выделяется несколько видов пегости. 
Виды пегостей:
- Тобиано[англ.]
- Сабино
- Фрейм оверо[англ.]
- Сплешед уайт[англ.]
- Маккиато[англ.]
- Товеро[англ.]
- Манчадо

#### Чубарая
В небольших овальных пятнах, образуется на основе рыжей, гнедой, вороной, буланой, соловой и других «фоновых» мастей. Пятна имеют цвет этой масти-основы, а фон для них образуется примесью к этой масти белой шерсти и белым симметричным пятном в районе крестца. Это белое пятно может закрывать практически всё тело лошади, тогда получится белая лошадь в «барсовых» пятнах. Кожа в розовых крапинках, копыта «полосатые»: на них чередуются продольные полосы тёмного и неокрашенного рога.

#### Чалая
Сильная примесь белых волос на фоне любой из вышеперечисленных мастей. Голова и нижние части ног при этом часто имеют меньше всего белых волос и сохраняют цвет масти-«основы». Чалая масть не изменяется с возрастом.

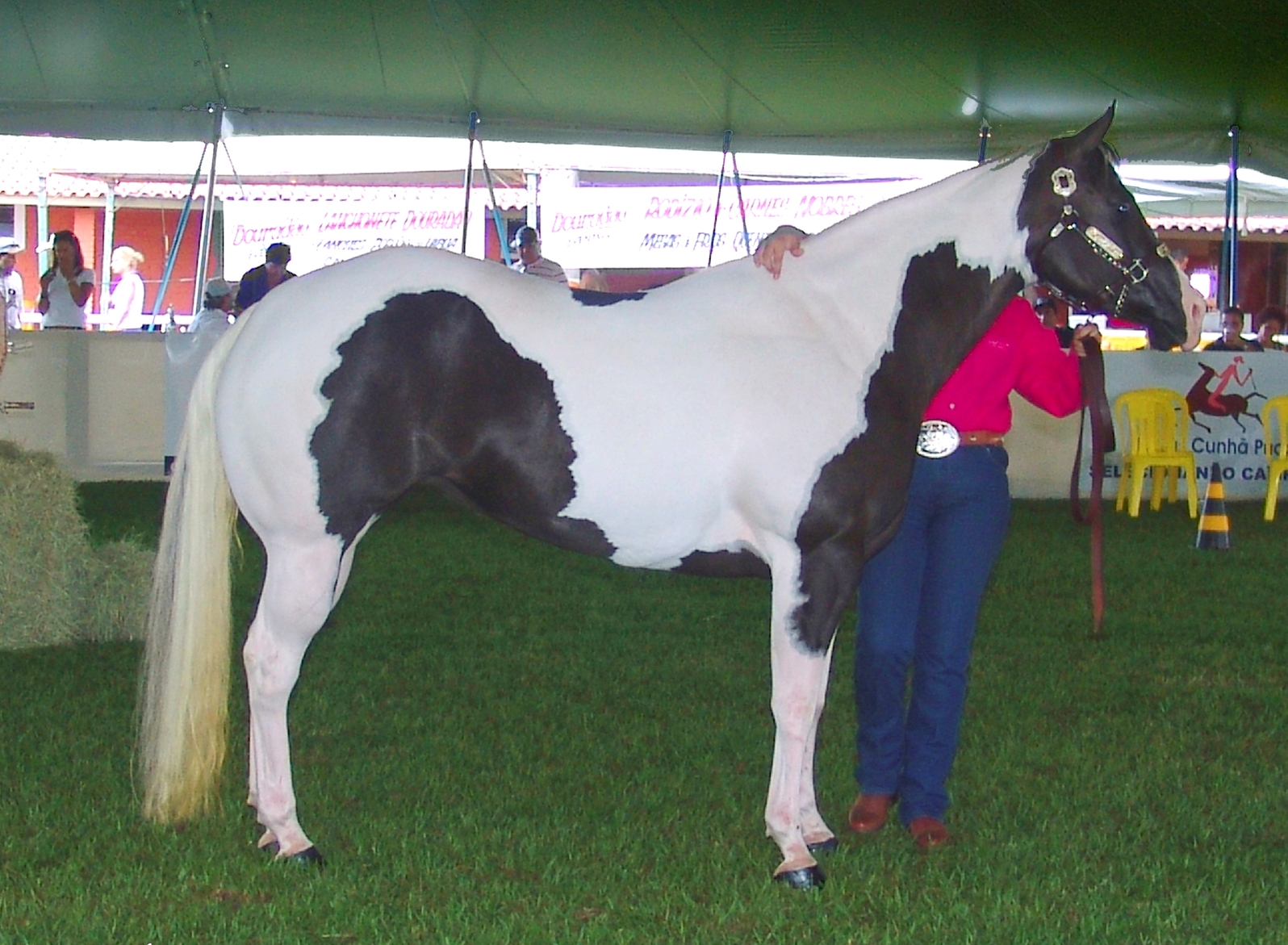
Пегая лошадь типа тобиано
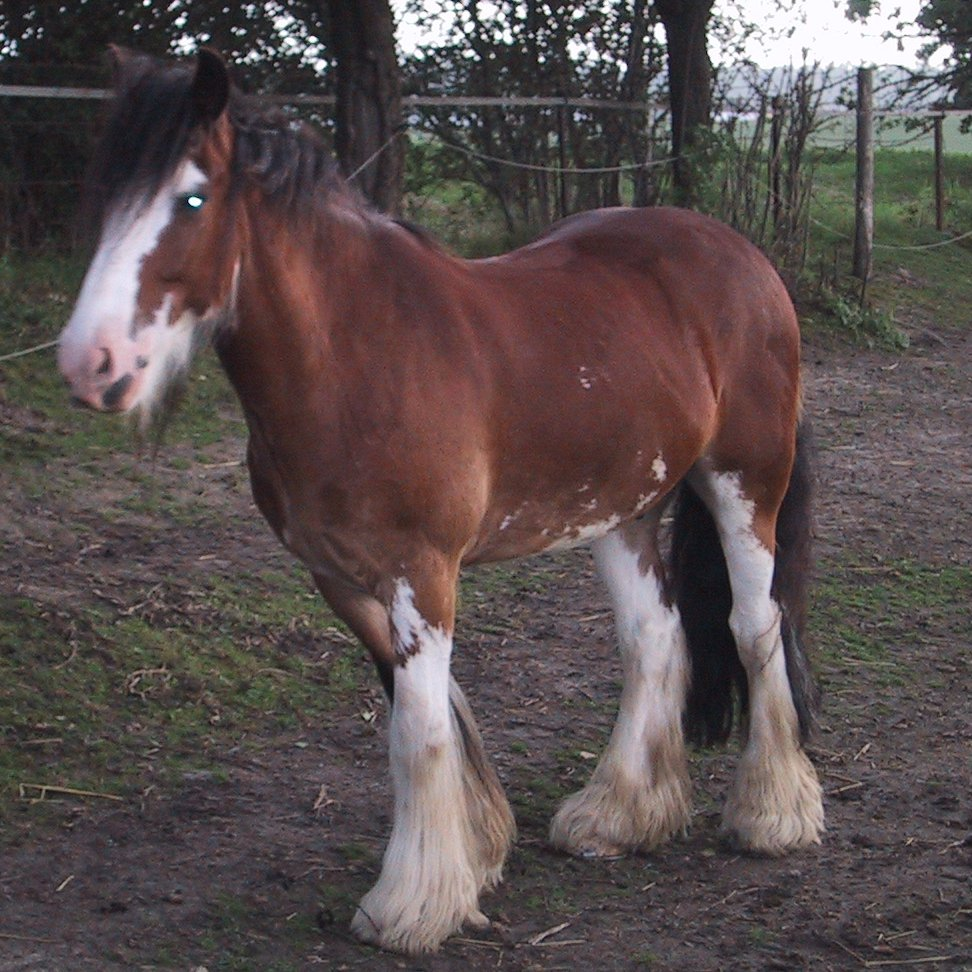
Лошадь породы клейдесдаль гнедо-пегой масти типа сабино
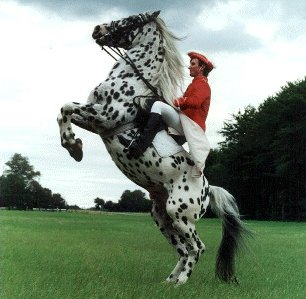
Чубарая лошадь породы кнабструппер
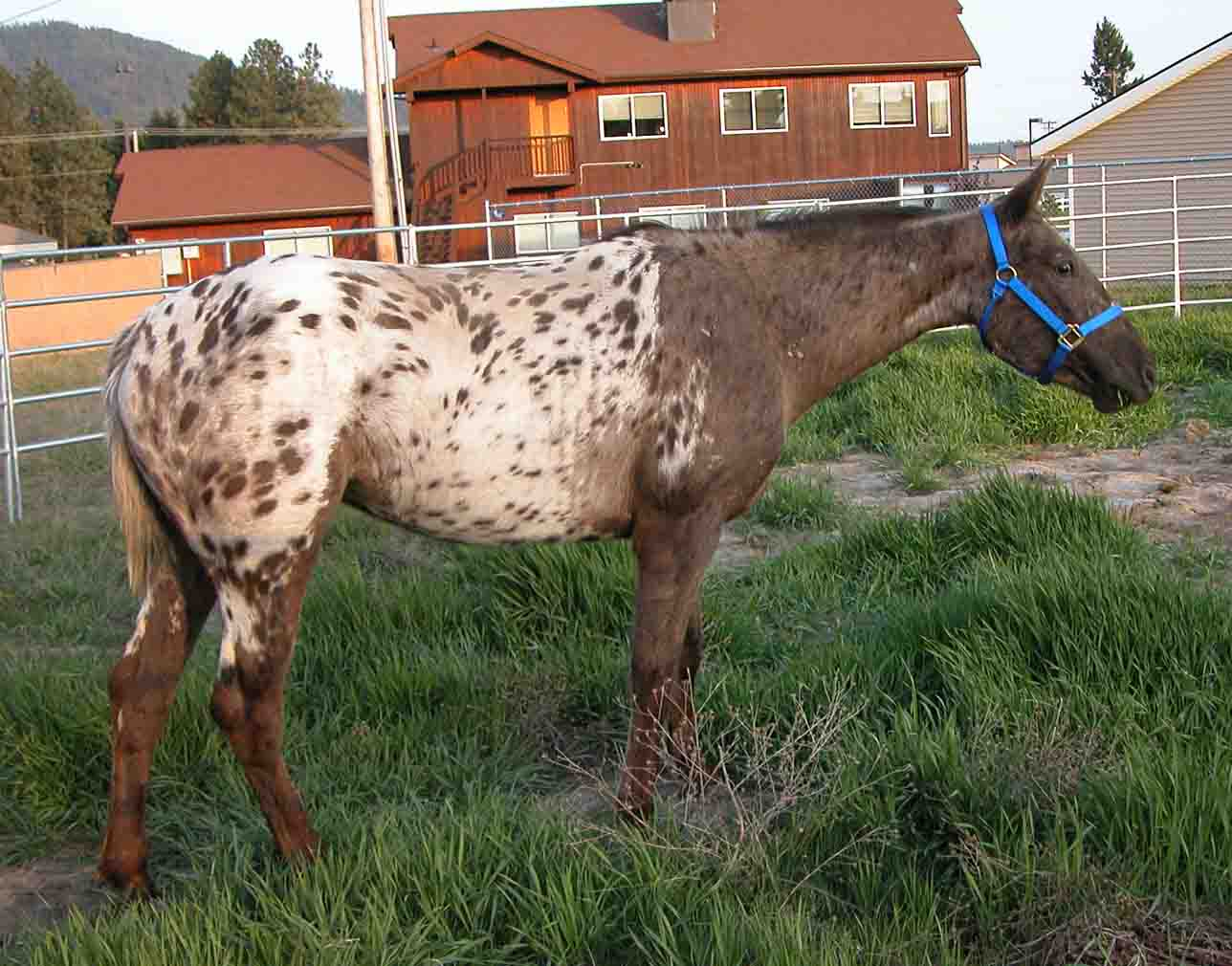
Чубарая лошадь породы аппалуза
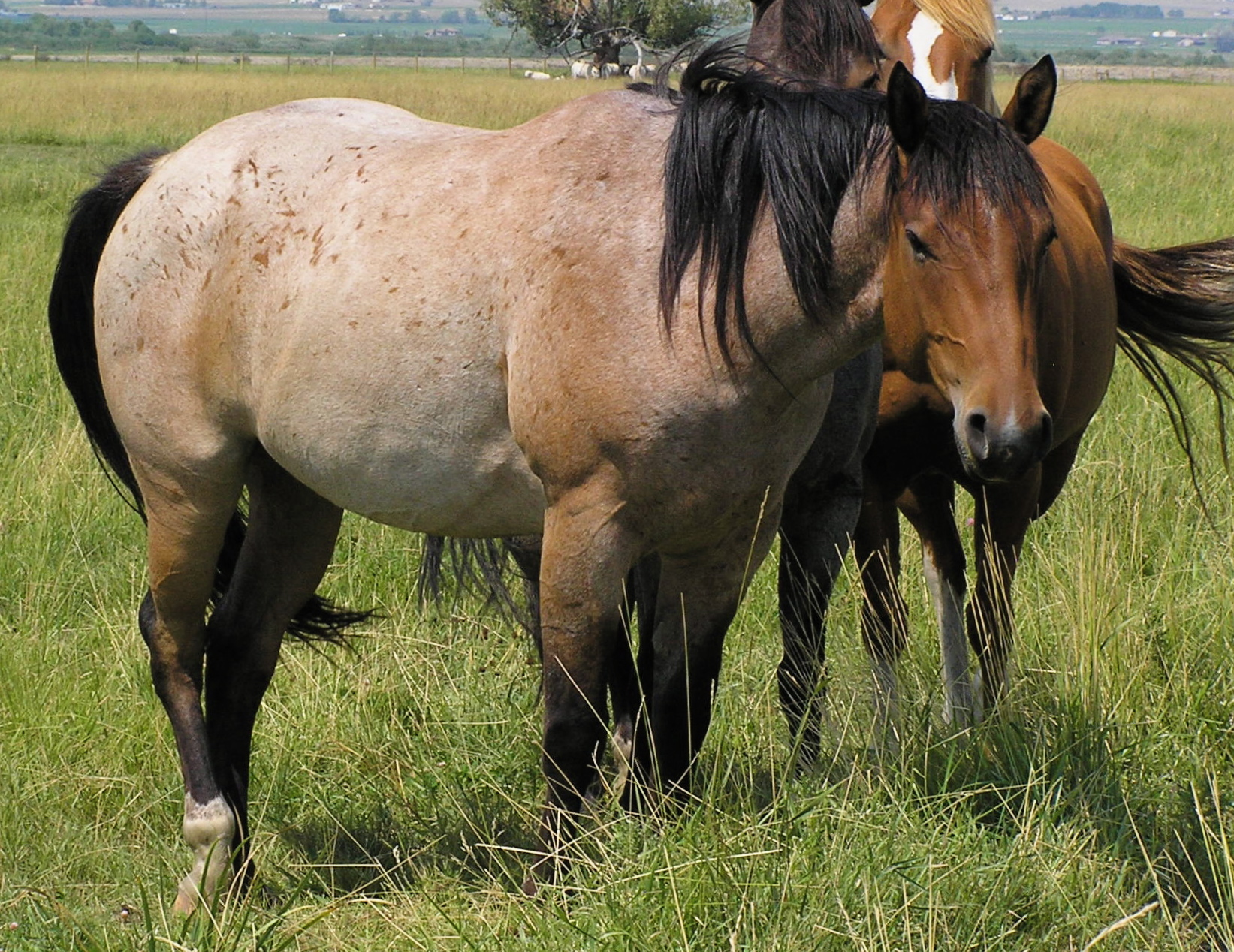
Чалая лошадь

## Оттенки и отмастки
Яркой особенностью лошадей являются отметины. Они имеют свои названия: «ремень» — полоса на хребте, «зеброидность» — полосы на ногах. Бывают отметины и на голове. В зависимости от количества белых волос их называют по-разному. Когда белых волосков немного, они только слегка разбросаны — это проседь, или сединка, седина; скученные в небольшое пятнышко — звёздочка; большое пятно — звезда; узкая полоска, спускающаяся от звезды вниз, или полоска без звезды — проточина. Если полоса идёт от ноздрей или захватывает их и при этом довольно широкая, то это — лысина. А очень широкая лысина, доходящая до глаз и захватывающая нос, верхнюю и даже нижнюю губы, именуется фонарём.
Отметины на ногах бывают не только в виде узких и широких неровных полос, но и седин, пятен. Белые пятна на ногах могут доходить до запястных и скакательных суставов и даже выше, и тогда говорят, что лошадь «в носках», «чулках» и даже «штанах». Тёмные отметины на ногах обычно встречаются в виде крапинок и пятен по белому фону в области венчика (место выше копыта под бабкой, путом), пяток, а на корпусе бывают на плечах, крупе. Арабы называли когда-то тёмное пятно на крупе лошади «печатью Магомета» и считали такую лошадь отмеченной Аллахом.
«Ремень» идущий по спине вдоль позвоночника и зеброидность на ногах характерны для диких мастей: мышастой, саврасой, каурой, что часто встречается у лошадей многих аборигенных пород, например, башкирской. Эта особенность — наследство диких предков, тарпанов. Также зеброидность на ногах характерна для серебристо-вороных и серебристо-гнедых лошадей.
Седина встречается не только на голове или конечностях, но и на шее, туловище, в паху, у репицы хвоста. О таких лошадях принято говорить «в седине» — вороная в седине, рыжая в седине и т. д.
Особенностью некоторых лошадей являются подпалины и подласины. Подпалины встречаются довольно часто — это посветления цвета волос на гнедой, вороной, рыжей «рубашке» на конце морды («лисий нос»), а также вокруг глаз, в паху, на задней и внутренней стороне бёдер. Подласины — это посветления низа живота. Они характерны для лошадей аборигенных пород. Подласость возможна на фоне любой масти, но чаще всего наблюдается у гнедых, караковых, рыжих или игреневых лошадей. Нередко и конечности оказываются более осветлёнными, чем корпус — у серых, бурых и рыжих.
Многие масти (гнедая, рыжая, соловая, буланая) могут иметь яркий золотистый оттенок. Он особенно характерен для ахалтекинской, карабахской, донской и будённовской пород.
У некоторых саврасых и мышастых лошадей по краям чёрных гривы и хвоста растут чисто-белые пряди. Особенно это заметно у норвежской породы фьорд.
Встречаются полоски на корпусе, которые называются "тигровость"  - много тонких тёмных или светлых вертикальных полос.

## Масти и породы
Каждая порода обладает своим «набором» мастей — это естественно, поскольку масти передаются по наследству, а в любой породе лошади связаны общим происхождением. В некоторых породах масть является важным селекционным признаком (например, во фризской породе не вороную лошадь не допустят в разведение), в других, напротив, заводчики действуют по принципу «хорошая лошадь не имеет масти». Есть породы, в которых встречается одна-единственная масть (например, фризы все вороные, дончаки рыжие, гафлингеры практически все игреневые) или одна масть является преобладающей (в будённовской породе рыжих лошадей до 80 %, в андалузской такой же процент составляют серые, большинство русских верховых имеют вороную масть). В то же время есть породы с очень богатой «палитрой» мастей, для которых, наоборот, трудно назвать масть, которую в этой породе нельзя было бы найти. Особенно «разномастны» аборигенные породы. Например, среди исландских лошадей не встречаются разве что чубарые, а среди монгольских распространены практически все существующие масти.
- Серая масть преобладает в липпицанской породе, у французских тяжеловозов першеронской и булонской пород, у лошадей породы шагия, лузитано из Португалии, а также широко распространена у арабских лошадей (более трети всех лошадей), орловских рысаков (около половины поголовья) и андалузские из Испании. Всегда серой масти камаргские лошади из Франции, терские лошади из России. Крайне редко встречаются серые чистокровные верховые лошади, стандартбредные (американские рысаки), карачаевской и кабардинской пород из России. Не встречается серая масть у французских рысаков.
- Вороная масть часто встречается у кабардинской и карачаевской пород лошадей. Всегда вороную масть имеют голландские фризы и французские арьежуазы. Довольно часто вороную масть имеют шайры, першероны, орловские рысаки, кладрубские лошади, немецкие полукровные (тракененская, ганноверская и др.). В меньших количествах вороные лошади встречаются в других рысистых породах (русской, американской, французской), а также в чистокровной верховой.
- Гнедой мастью славятся кливлендские гнедые лошади из Великобритании — других мастей в этой породе нет. Вообще гнедая масть — одна из самых распространённых и встречается повсеместно, как у лошадей заводских пород, так и у аборигенных и беспородных лошадок.
- Рыжая масть также относится к одной из наиболее распространённых и, так же, как и гнедая, характерна для множества пород самых разных типов, от резвейшей в мире чистокровной верховой до советского тяжеловоза и от «звезды» классического конного спорта ганноверской до казахских «степняков» и мезенских и печорских лошадок из северных лесов. Практически поголовно рыжие лошади донской породы (наиболее характерный оттенок — яркий золотисто-рыжий, с контрастно более тёмными гривой и хвостом); от дончаков эту масть унаследовала будённовская порода (в ней, однако, встречаются и гнедые, а в единичных случаях — даже вороные лошади). Наиболее распространёнными рыжая и бурая масти являются у ряда пород тяжеловозов: русской и советской (Россия), бретонской (Франция), суффолькской (Англия), бельгийской. Многочисленны рыжие лошади и в родственных друг другу породах французская верховая (сель франсе) и французский рысак, а также в полукровных породах Германии. Преобладают рыжие лошади и во фредериксборгской породе из Дании, родственной чубарым кнабсдрупперам.
- Редкая изабелловая масть встречается во всех породах и популяциях, где есть буланые или соловые лошади, — дело в том, что эти масти связаны генетически. Есть изабелловые среди ахалтекинских лошадей, лошадей Кински и некоторых пород пони; кроме того, существуют специально выведенные породы американских «кремовых» верховых лошадей. Название масти «изабелловая» происходит от имени испанской королевы Изабеллы. Легенда повествует о данном ею обете три года не менять рубашку — то есть получается, что изабелловая лошадь имеет цвет её рубашки. Но стоит учесть и то, что именно при королеве Изабелле «жёлтые» масти (соловая, буланая и изабелловая) вошли в моду. В языках Западной Европы «изабелловыми» называются где соловые, где буланые лошади, у нас же это название прижилось уже в XX веке, когда при изучении генетики мастей (кстати, в основном на примере ахалтекинских лошадей) понадобилось отделить светло-соловых лошадей (имеющих тёмные кожу и глаза) от розовокожих «фальшивых альбиносов» — изабелловых.
- Чубарые лошади тоже редки. Правда, гораздо шире известна другая порода чубарых лошадей — аппалуза, распространённая во многих странах Нового и Старого Света. Она выведена в Америке и восходит к лошадям индейцев племени не-персе; хотя в породе аппалуза существуют довольно жёсткие требования к происхождению, экстерьеру и работоспособности лошадей, чубарая масть является важнейшим селекционируемым признаком. Чубарая масть также встречается в отдельных линиях норикийской (пинцгауэрской) породы из Австрии, у американских миниатюрных лошадей. Из аборигенных пород этой экзотической мастью обладают (хоть и в небольшом количестве) монгольская, алтайская, казахская, киргизская, что наводит на мысль о том, что исторически мутация, дающая эту масть, могла возникнуть именно в Центральной Азии. В XVI—XVIII веках чубарые лошади были очень модны у знати и королевских особ Европы.
- Пегая масть находится в «двойственном» положении. С одной стороны, это яркая экзотическая масть, привлекающая внимание, и в таковом качестве она пользовалась большой популярностью в XVI—XVIII веках, наряду с чубарой, соловой и буланой. И недаром в США даже существует особая порода пегих лошадей — пейнтхорс, одна из самых популярных и многочисленных. С другой стороны, в прошлом пегая масть зачастую считалась «плебейской», «цыганской», «коровьей» — то есть пользовалась определённой нелюбовью. В большинстве заводских пород пегая масть не встречается, в основном она распространена среди различных пород пони, аборигенных пород и беспородных рабочих лошадей.
- Игреневые лошади — это в основном тяжеловозы. Ютландские и шлезвигские из Германии, норийские (норикеры) из Австрии, советские тяжеловозы из России. Игреневой масти бывают финские «холоднокровные» лошади (аборигенная порода), бегающие сегодня на ипподромах, как рысаки. Но никогда не бывают игреневыми родственные финским норвежские и шведские рысаки, они всегда тёмных мастей — вороные, тёмно-гнедые, бурые. Есть игреневые лошади в исландской породе.

## Народные названия мастей
- Барсовая — чубарая.
- Белой называли арабских лошадей светло-серой масти.
- В масле — шерсть с жирным блеском.
- Голубая — вороная с синеватым отливом, серая с синеватым отливом, мышастая.
- Игреняя — народное название игреневой масти.
- Изабелловой в старину называли светло-соловых лошадей. Согласно Словарю В. И. Даля, этим названием обозначалась буланая масть с красноватым оттенком.
- Калтарая — сиб. гнедая с белой гривой, возможно, серебристо-гнедая.
- Калюная — вост.-сиб. буланая с красниной либо булано-саврасая.
- Каряя — чёрная с тёмно-бурым отливом, то есть вороная в загаре либо пепельно-вороная.
- Крылатая — лошадь саврасой, мышастой или каурой масти с тёмным оплечьем.
- Лапты — белые пятна у пегой лошади.
- Мухо́ртый, Мухо́ртая — гнедой (гнедая), с желтоватыми подпалинами у морды, у ног и в пахах.
- Полово-серая — серая на основе рыжей или гнедой масти, выглядит как серая с примесью желтоватой шерсти, хвост и грива иногда тёмно-серые, исчерна.
- Розовая — красно-серая, серая масть на основе гнедой.
- Рябая — лошадь с белыми пятнышками на голове, возможно, отметины Birdcatcher’а.
- Серая в горчице — серая в мелкую гречку.
- Серая в мушках — серая в тёмную крупную гречку.
- Серо- или сиво-чалая — серая с выраженным красноватым оттенком или серая с тёмным хвостом и гривой.
- Серо-железовая, или стальная — тёмно-серая.
- Сивая — вороная с проседью (возможно, слабо выраженное сабино либо тёмно-серая).
- Сиво-железовая — сивая с красноватым оттенком.
- Фарфоровая — серая на основе пегой масти, серо-пегая.
- Халзаная — сиб. тёмной масти, с белой лысиной.
- Чагравая — тёмно-пепельная, возможно, мышастая.
- Чанкирая — сиб. изабелловая лошадь.

## Этимология названий
Многие названия конских мастей в русском языке были в древности заимствованы из тюркских языков: это буланая, чалая, чубарая, караковая, каурая, саврасая:
- Гнедая — слово встречается в большинстве славянских языков. Происхождение неясно; по версии П. Я. Черных, его можно связать с такими словами, как лат. nidor ‘гарь; чад, дым’, др.-греч. knissa ‘запах сжигаемых жертв; чад сжигаемого жира; запах жареного’. Смысл ‘запах горелого/жареного’ на славянской почве мог преобразоваться в ‘вид чего-либо горелого’, сравните со словом подпалина ‘посветления или порыжелые участки на шкуре лошадей и собак’, например, караковая — чёрная в рыжих подпалинах. Гнедая лошадь отличается, к примеру, от рыжей чёрными (как будто опалёнными?) гривой, хвостом и ногами.
- Буланая — либо от булан/болан ‘олень; лось’, либо от болан(-мак) ‘темнеть, например, от пота; делаться мутным’. В пользу «оленьей» версии может служить сходство с окраской оленя у тёмно-буланой в яблоках масти (для сравнения: в американском английском название буланой масти — buckskin, то есть дословно «оленья»). В то же время тёмные оттенки буланой масти без яблок действительно имеют довольно «мутный», грязно-жёлто-буроватый цвет.
- Караковая[6] — от тюркского кара кула ‘чёрно-бурый’.
- Чалая — от тюркского чал ‘седина’.